# Pachycara dolichaulus
Pachycara dolichaulus är en fiskart som beskrevs av Anderson 2006. Pachycara dolichaulus ingår i släktet Pachycara och familjen tånglakefiskar. Inga underarter finns listade i Catalogue of Life.